# Mistrzostwa Ameryki Południowej w Lekkoatletyce 1991
36. Mistrzostwa Ameryki Południowej w Lekkoatletyce – zawody lekkoatletyczne rozegrane w Manaus w Brazylii w 1991 roku.

## Rezultaty

### Mężczyźni
| Konkurencja                   | Złoto               | Złoto     | Srebro              | Srebro    | Brąz                   | Brąz      |
| Bieg na 100 m                 | Robson da Silva     | 10.18     | Arnaldo da Silva    | 10.39     | Carlos Bernardo Moreno | 10.44     |
| Bieg na 200 m                 | Robson da Silva     | 20.79     | Marcelo da Silva    | 20.94     | Jesús Malavé           | 21.18     |
| Bieg na 400 m                 | Carlos Morales      | 46.55     | Carlos Bortolotto   | 46.90     | Henry Aguiar           | 47.02     |
| Bieg na 800 m                 | Flavio Godoy        | 1:47.94   | Luís José Gonçalves | 1:48.16   | Pablo Squella          | 1:48.21   |
| Bieg na 1500 m                | Edgar de Oliveira   | 3:42.41   | Luís José Gonçalves | 3:42.48   | Carlos Naput           | 3:50.09   |
| Bieg na 5000 m                | Valdenor dos Santos | 14:09.03  | Otoniel dos Santos  | 14:13.35  | Juan José Castillo     | 13:59.9   |
| Bieg na 10 000 m              | Valdenor dos Santos | 29:25.2   | Juan José Castillo  | 29:37.4   | Roberto Punina         | 30:00.4   |
| Bieg na 3000 m z przeszkodami | Adauto Domingues    | 8:36.21   | Wander Moura        | 8:45.11   | Oscar Amaya            | 8:52.08   |
| Bieg na 110 m przez płotki    | Joilto Bonfim       | 13.92     | Elvis Cedeño        | 14.23     | Eliexer Pulgar         | 14.38     |
| Bieg na 400 m przez płotki    | Eronilde de Araújo  | 49.65     | Antonio Smith       | 50.14     | Luis Bello             | 50.73     |
| Chód na 20 km                 | Sérgio Galdino      | 1:26:26   | Querubín Moreno     | 1:28:56   | Orlando Díaz           | 1:30:22   |
| Sztafeta 4 x 100 m            | Brazylia            | 39.90     | Chile               | 40.61     | Argentyna              | 41.22     |
| Sztafeta 4 x 400 m            | Brazylia            | 3:05.60   | Wenezuela           | 3:08.39   | Argentyna              | 3:11.10   |
| Skok wzwyż                    | Gilmar Mayo         | 2.20      | Fernando Moreno     | 2.17      | Jorge Archanjo         | 2.11      |
| Skok o tyczce                 | Cristián Aspillaga  | 5.00      | Konstatnin Zagustin | 5.00      | Thomas Riether         | 4.80      |
| Skok w dal                    | Paulo de Oliveira   | 7.83      | Gelson Vaqueiro     | 7.46      | Jimmy Avila            | 7.40      |
| Trójskok                      | Anísio Silva        | 16.15     | Sergio Assvedra     | 15.98     | Ednilson de Miranda    | 15.74     |
| Pchnięcie kulą                | Gert Weil           | 18.37     | Adilson Olivieria   | 18.08     | Yojer Medina           | 16.35     |
| Rzut dyskiem                  | Joao dos Santos     | 58.08     | Marcelo Pugliese    | 53.08     | Jair Teutonio          | 51.62     |
| Rzut młotem                   | Adrian Marzo        | 65.12     | Andrés Charadía     | 62.88     | Pedros Rivail Atilio   | 60.04     |
| Rzut oszczepem                | Luis Lucumi         | 74.42     | Rodrigo Zelaya      | 73.88     | Gustavp Wielandt       | 68.64     |
| Dziesięciobój                 | José de Assis       | 7227 pkt. | Mario Antônio Brito | 6189 pkt. | Giovanny Gudino        | 4617 pkt. |

### Kobiety
| Konkurencja                | Złoto                     | Złoto     | Srebro                | Srebro    | Brąz                     | Brąz      |
| Bieg na 100 m              | Claudete Alves Pina       | 11.84     | Berenice Ferreira     | 11.93     | Alejandra Quiñones       | 11.96     |
| Bieg na 200 m              | Ximena Restrepo           | 23.21     | Claudete Alves Pina   | 23.37     | Olga Conte               | 24.7      |
| Bieg na 400 m              | Maria Magnólia Figueiredo | 51.56     | Eliane de Souza       | 53.76     | Angela Mancilla          | 54.11     |
| Bieg na 800 m              | Maria Magnólia Figueiredo | 2:00.45   | Luciana Mendes        | 2:04.44   | Amparo Albo              | 2:07.60   |
| Bieg na 1500 m             | Rita de Jesus             | 4:19.18   | Celia dos Santos      | 4:21.64   | Amparo Alba              | 4:29.48   |
| Bieg na 3000 m             | Carmen de Oliveira        | 9:17.50   | Rita de Jesus         | 9:24.44   | Ruth Jaime               | 9:39.04   |
| Bieg na 10 000 m           | Carmen de Oliveira        | 33:27.85  | Solange de Souza      | 34.00.90  | Sandra Ruales            | 34:57.00  |
| Bieg na 100 m przez płotki | Carmen Bezanilla          | 13.73     | Arlene Philips        | 13.85     | Anabella von Kesselstatt | 14.20     |
| Bieg na 400 m przez płotki | Liliana Chalá             | 58.46     | Maria do Carmo Fialho | 59.92     | Margit Weise             | 60.05     |
| Chód na 10 000 m           | Gloria Moreno             | 52:40.5   | Bertha Vera           | 52:53.2   | Ivana Henn               | 53:38.1   |
| Sztafeta 4 x 100 m         | Brazylia                  | 44.87     | Kolumbia              | 45.00     | Argentyna                | 46.14     |
| Sztafeta 4 x 400 m         | Brazylia                  | 3:32.59   | Kolumbia              | 3:36:56   | Urugwaj                  | 3:40.19   |
| Skok wzwyż                 | Orlane dos Santos         | 1.89      | Mônica Lunkmoss       | 1.81      | Leonor Carter            | 1.75      |
| Skok w dal                 | Rita Slompo               | 5.94      | Luciana dos Santos    | 6.16      | Helena Guerrero          | 6.06      |
| Pchnięcie kulą             | María Isabel Urrutia      | 16.34     | Elisângela Adriano    | 16.04     | Alexandra Amaro          | 14.59     |
| Rzut dyskiem               | María Isabel Urrutia      | 51.70     | Fátima Germano        | 49.74     | Rosana Piovesan          | 47.80     |
| Rzut oszczepem             | Marieta Riera             | 57.40     | Sueli dos Santos      | 56.64     | Mônica Rocha             | 50.26     |
| Siedmiobój                 | Zorobabelia Córdoba       | 5564 pkt. | Conceição Geremias    | 5277 pkt. | Ana Lúcia Silva          | 4837 pkt. |

## Klasyfikacja medalowa
| Klasyfikacja medalowa | Klasyfikacja medalowa | Klasyfikacja medalowa | Klasyfikacja medalowa | Klasyfikacja medalowa | Klasyfikacja medalowa |
| --------------------- | --------------------- | --------------------- | --------------------- | --------------------- | --------------------- |
| Miejsce               | Kraj                  |                       |                       |                       | Razem                 |
| 1                     | Brazylia              | 26                    | 24                    | 10                    | 60                    |
| 2                     | Kolumbia              | 7                     | 3                     | 5                     | 15                    |
| 3                     | Chile                 | 4                     | 2                     | 5                     | 11                    |
| 4                     | Wenezuela             | 1                     | 6                     | 5                     | 12                    |
| 5                     | Argentyna             | 1                     | 3                     | 7                     | 11                    |
| 6                     | Ekwador               | 1                     | 1                     | 3                     | 5                     |
| 7                     | Peru                  | 0                     | 1                     | 2                     | 3                     |
| 8                     | Panama                | 0                     | 0                     | 1                     | 1                     |
| 8                     | Urugwaj               | 0                     | 0                     | 1                     | 1                     |